# Freepsum
Freepsum is een dorp in de Duitse deelstaat Nedersaksen. Het valt bestuurlijk onder de gemeente Krummhörn, gelegen in de Landkreis Aurich in Oost-Friesland. Het dorp telt 381 inwoners (2012).
Het terpdorp Freepsum werd voor het eerst rond het jaar 1000 vermeld onder de naam Fresbachteshem. Omstreeks het jaar 1260 werd op het hoogste punt van de warft de kerk van Freepsum gebouwd.
Ten zuidoosten van het dorp bevindt zich het voormalige Freepsumer Meer. In de periode tussen 1611 en 1775 werd vier keer geprobeerd om dit meer, naar Nederlands voorbeeld, met behulp van windmolens droog te leggen. Uiteindelijk werd dit met succes gerealiseerd. Het laagste punt van het drooggevallen meer ligt 2,5 meter onder zeeniveau en werd daarmee lange tijd beschouwd als het laagste punt van Duitsland. Sinds 1988 is deze titel echter weggelegd voor Neuendorf-Sachsenbande met een diepte van 3,54 meter onder zeeniveau.
Campen · Canum · Eilsum · Freepsum · Greetsiel · Grimersum · Groothusen · Hamswehrum · Jennelt · Loquard · Manslagt · Pewsum · Pilsum · Rysum · Upleward · Uttum · Visquard · Woltzeten · Woquard

Nedersaksen: Steden en gemeenten      Duitsland: Deelstaten · Gemeenten
- Gemeinsame Normdatei: 4506563-9
- Library of Congress Control Number: n2004034336
- Nationale Bibliotheek van Israël: 987007467879805171
- Virtual International Authority File: 154974521